# Navicella
Navicella är ett släkte av svampar. Enligt Catalogue of Life ingår Navicella i familjen Massariaceae, ordningen Pyrenulales, klassen Eurotiomycetes, divisionen sporsäcksvampar och riket svampar, men enligt Dyntaxa är tillhörigheten istället familjen Massariaceae, ordningen Pleosporales, klassen Dothideomycetes, divisionen sporsäcksvampar och riket svampar.
|           | Aglaospora                                                            |
|           |                                                                       |
| Navicella | \| \| Navicella julii \| \| \| \| \| \| Navicella pileata \| \| \| \| |
|           | \| \| Navicella julii \| \| \| \| \| \| Navicella pileata \| \| \| \| |
|           | Decaisnella                                                           |
|           |                                                                       |
|           | Mamillisphaeria                                                       |
|           |                                                                       |
|           | Massaria                                                              |
|           |                                                                       |
|           | Dubitatio                                                             |
|           |                                                                       |
|           | Navicella julii                                                       |
|           |                                                                       |
|           | Navicella pileata                                                     |
|           |                                                                       |

|  | Navicella julii   |
|  |                   |
|  | Navicella pileata |
|  |                   |